# دارنو
دارنو (به مجاری:  Darnó) یک منطقهٔ مسکونی در مجارستان است که در سابولچ-ساتمار-برگ واقع شده‌است. دارنو ۴٫۶۴ کیلومتر مربع مساحت و ۱۶۰ نفر جمعیت دارد.